# Aemilian Schoepfer
Aemilian Schoepfer, též Ämilian Schöpfer (29. dubna 1858 Brixen – 24. března 1936 Innsbruck), byl rakouský římskokatolický kněz a křesťansko-sociální politik, na konci 19. a počátku 20. století poslanec Říšské rady, v poválečném období poslanec rakouské Národní rady.

## Biografie
Brzy se stal sirotkem. Vychodil národní školu a díky přímluvě a podpoře od pozdějšího arcibiskupa Simona Aichnera nastoupil na gymnázium v Brixenu. Vystudoval pak kněžský seminář v Brixenu. Roku 1880 byl vysvěcen na kněze. Následně absolvoval v letech 1879–1883 studia Starého zákona a orientálních jazyků na Vídeňské univerzitě. Roku 1883 získal titul doktora teologie. Byl dvorním kaplanem v Brixenu, roku 1885 se stal kooperátorem ve Virgenu. Od roku 1887 vyučoval biblická studia a teologii na diecézním teologickém semináři v Brixenu (od roku 1886 jako suplent). Publikoval četné teologické a politické spisy. Roku 1888 založil katolický spolek pro Brixen a okolí a téhož roku založil i první křesťansko-sociální noviny v regionu, Brixener Chronik. Roku 1890 vznikla díky jeho iniciativě v Brixenu pro osvětové a politické účely tiskárna ve které od roku 1892 vycházel i list Tiroler Volksboten. V roce 1904 spoluzakládal Tyrolský selský svaz. V roce 1900 založil v Bolzanu nakladatelství Tyrolia, které pak stálo za četnými regionálními periodiky katolické orientace a které se roku 1907 sloučilo s dalšími vydavatelskými podniky a přesídlilo do Brixenu. Až do své smrti pak byl prezidentem tohoto podniku. V roce 1914 se stal papežským prelátem. O pár let později odmítl nabídku stát se biskupem v jihotyrolském Trentu.
Angažoval se i v politice, patřil mezi první stoupence křesťansko-sociálního politického proudu. Prosazoval politickou angažovanost kněží a odmítal rigidní politické názory dosavadní katolicko-konzervativní skupiny. V roce 1895 byl zvolen poslancem Tyrolského zemského sněmu, tehdy ještě za Konzervativní stranu Tyrolska. Při vstupu na Říšskou radu roku 1897 (viz níže) patřil ke Katolické lidové straně, ale následně přešel v důsledku nesouhlasu s jejím postojem k Badeniho jazykovým nařízením do Křesťansko-sociální strany Rakouska. Roku 1898 byl zakladatelem křesťansko-sociální strany v Tyrolsku a předsedal její zemské organizaci. V Tyrolsku se tato strana dlouhodobě vymezovala proti katolickým konzervativcům a toto štěpení bylo překonáno až po roce 1918, kdy sloučením obou směrů vznikla Tyrolská lidová strana. V letech 1908–1910 byl členem tyrolského zemského výboru. V letech 1916–1917 působil jako pověřený zemský hejtman Tyrolska, ale následně se řádným hejtmanem stal jeho rival Josef Schraffl.
Na konci 19. století se zapojil i do celostátní politiky. Ve volbách do Říšské rady roku 1897 získal mandát v Říšské radě (celostátní zákonodárný sbor) za kurii venkovských obcí, obvod Bruneck, Brixen atd. Za týž obvod uspěl i ve volbách do Říšské rady roku 1901. Mandát obhájil i ve volbách do Říšské rady roku 1907, konaných poprvé podle všeobecného a rovného volebního práva, kdy byl zvolen za obvod Tyrolsko 17. Usedl do poslanecké frakce Křesťansko-sociální sjednocení. Mandát obhájil za týž obvod i ve volbách do Říšské rady roku 1911 a byl členem klubu Křesťansko-sociální klub německých poslanců. Ve vídeňském parlamentu setrval až do zániku monarchie. Profesně byl k roku 1911 uváděn jako profesor teologie.
Po válce zasedal v letech 1918–1919 jako poslanec Provizorního národního shromáždění Německého Rakouska (Provisorische Nationalversammlung). Pak od 4. dubna 1919 do 9. listopadu 1920 v Ústavodárném národním shromáždění Rakouska a od 10. listopadu 1920 do 18. května 1927 byl poslancem rakouské Národní rady. Profiloval se jako významný teoretik křesťansko-sociálního hnutí. Vyznával monarchistické ideály a v roce 1918 odmítal myšlenky na anšlus Rakouska k Německu. V roce 1918 založil list Die Monarchie (později Das Neue Reich). V posledních letech před smrtí byl vážně nemocný.